# Abrostola uniformis
Abrostola uniformis là một loài bướm đêm trong họ Noctuidae.